# Odontosyllis trilineata
Odontosyllis trilineata är en ringmaskart som beskrevs av Imajima 2003. Odontosyllis trilineata ingår i släktet Odontosyllis och familjen Syllidae. Inga underarter finns listade i Catalogue of Life.